# Exantongila antongilensis
Exantongila antongilensis är en fjärilsart som beskrevs av Pierre E.L. Viette 1955. Exantongila antongilensis ingår i släktet Exantongila och familjen tandspinnare. Inga underarter finns listade i Catalogue of Life.